# Militärkuppen i Chile 1973
Militärkuppen i Chile 1973 ägde rum 11 september 1973 då den demokratiskt valde socialistiske presidenten, Salvador Allende, störtades av den chilenska militären under ledning av general Augusto Pinochet med stöd av USA:s federala statsmakt genom CIA. Kuppen inträffade mindre än två månader efter det första misslyckade kuppförsöket (känt som Tanquetazo-kuppen och förövat av Patria y Libertad) samt mindre än en månad efter det att parlamentet – där oppositionen var i majoritet – hade fördömt Allendes ohörsamhet mot parlamentet och påstådda brott mot grundlagen.
USA:s intervention i chilensk politik och stöd till Allendes motståndare, inklusive stöd till mord, har dokumenterats genom offentliggörande av handlingar som rör Projekt FUBELT (mer känt som Track II). Även dess exakta natur är kontroversiellt.
Efter militärkuppen följde 17 år (till 1990) av militärdiktatur under ledning av Pinochet. Under hans styre förbjöds samtliga politiska partier och alla organisationer utanför hans kontroll. Tiotusentals politiskt och fackligt aktiva förföljdes, torterades, avrättades, mördades eller försvann. Den politiska aktivisten och singer-songwritern Víctor Jara arresterades, torterades och sköts ihjäl bara några dagar efter militärkuppen. Totalt dödades minst 3 500 människor under de 17 åren. 1 500 är fortfarande "försvunna". En chilensk undersökningskommission meddelade 2011 att uppskattningsvis 38 000 människor hade utsatts för tortyr och motsvarande behandling av general Pinochets regim.

## Bakgrund

### Ekonomi
När socialisten Salvador Allende vann presidentvalet i Chile 1970 genomgick det chilenska samhället stora ekonomiska svårigheter: problem såsom långsam tillväxt, inflation och ojämlik inkomstfördelning. Allende ville bryta centraliseringen av den ekonomiska makten. Han drev på för en politik som bland annat syftade till att nationalisera delar av näringslivet. Med anledning av Allendes politik uppstod en intressekonflikt kring hur, och ifall, jordens ägande skulle omfördelas från de stora jordägarna och ifall de stora kopparfyndigheterna i Chile skulle förstatligas.[källa behövs]
Under Allendes första år som president förbättrades Chiles ekonomi. BNP ökade med 8,6 procent och inflationen sjönk från 34,9 procent 1970 till 22,1 procent medan industriproduktionen ökade med 12 procent. Allendes socialistiska ekonomiska politik mötte motstånd från den rika sektorn av chilenska samhället liksom från USA, som gjorde diplomatiska, ekonomiska och hemliga påtryckningar på regeringen.

### Konfrontationer
I oktober 1972 erfor Chile den första av en rad konfrontationer ledd av några välbärgade sektorer av det chilenska samhället, som fick öppet stöd av USA:s president Richard Nixon. En strejk bland lastbilsägarna, som CIA stödde samt finansierade med 2 miljoner dollar inom ramen för "September Plan", började den 9 oktober 1972. Strejken, som berörde 165 lastbilsägares fackföreningar med 40 000 medlemmar och 56 000 fordon, förlamade landet.
Under Allendes tid vid makten destabiliserades Chiles politiska liv; fabriker och större jordbruk ockuperades i många fall av Allendes mera extrema anhängare tillsammans med utländska så kallade "yrkesrevolutionärer".[källa behövs] En av dessa grupper kallas MIR (Movimiento de Izquierda Revolucionaria). Högerextrema grupper som Patria y Libertad förövade flera attentat och sabotage för att destabilisera landet. Patria y Libertad uppges ha finansierats av CIA.
Trots en nedgång av de ekonomiska indikatorerna, ökade Allendes Unidad Popular stöd till 43,2 procent i parlamentsvalet 1973. Det som hade börjat som en informell allians mellan Allendes koalition och expresidenten Eduardo Freis kristdemokrater tog nu slut, och även dessa började se hans regering som illegitim.
CIA försökte destabilisera Allendes regering genom att ge upp till $8 miljoner i stöd till oppositionsgrupper i syfte att påskynda Allendes fall. CIA-rapporten som släpptes år 2000 gör gällande att $6,8 miljoner spenderades på att undergräva Allendes regering.

### Förändrat politiskt och parlamentariskt läge
1973 var det chilenska samhället uppdelat mellan starka motståndare och lika starka anhängare till Salvador Allende och hans regering. I det chilenska parlamentet hade socialisterna tidigare haft stöd av kristdemokraterna men dessa hade nu gått ihop med de konservativa i att kräva hans avgång. Deputeradekammaren röstade den 22 augusti 1973 med siffrorna 81-47 för en resolution som skulle förklara Allendes sätt att styra Chile för icke-konstitutionellt och begärde att regeringens verksamhet skulle följa lagen. Allende svarade med att resolutionen inte hade fått den nödvändiga tvåtredjedels-majoriteten i senaten och att den i sig stred mot flera paragrafer i grundlagen.
Ledaren för misstroendeförklaringen, Eduardo Frei Montalva, hade tidigare stött valet av Allende men påstod att han höll på att utveckla landet till en Kubainspirerad kommunistdiktatur.[källa behövs] Frei blev senare en av Pinochetregimens största kritiker och blev troligen giftmördad av dess säkerhetspolis CNI 1983.

## Kuppen
Den 11 september 1973 stormades presidentpalatset La Moneda där Allende befann sig. Allende erbjöds att lämna landet med flyg, men han avböjde. Idag finns det bevis för att Pinochet hade tänkt spränga flygplanen i luften.[källa behövs]  Den 19 juli 2011 bekräftade Allendes dotter att hennes far begått självmord. Han befann sig inne i presidentpalatset då fientliga trupper var på väg att inta huvudstaden. Chiles rättsmedicinska verk bekräftade Allendes självmord efter en obduktion.Kuppen genomfördes snabbt och effektivt och på en vecka hade de flesta av vänsterns ledare mördats. Bland dessa fanns Victor Jara. Sveriges ambassadör, Harald Edelstam gjorde under tiden närmast efter kuppen en insats för att rädda förföljda i Chile. Detta har filmatiserats i filmen Svarta nejlikan. Pinochet och hans militärregim styrde Chile med järnhand fram till 1990, då han utlyste demokratiska val.

## USA:s inblandning

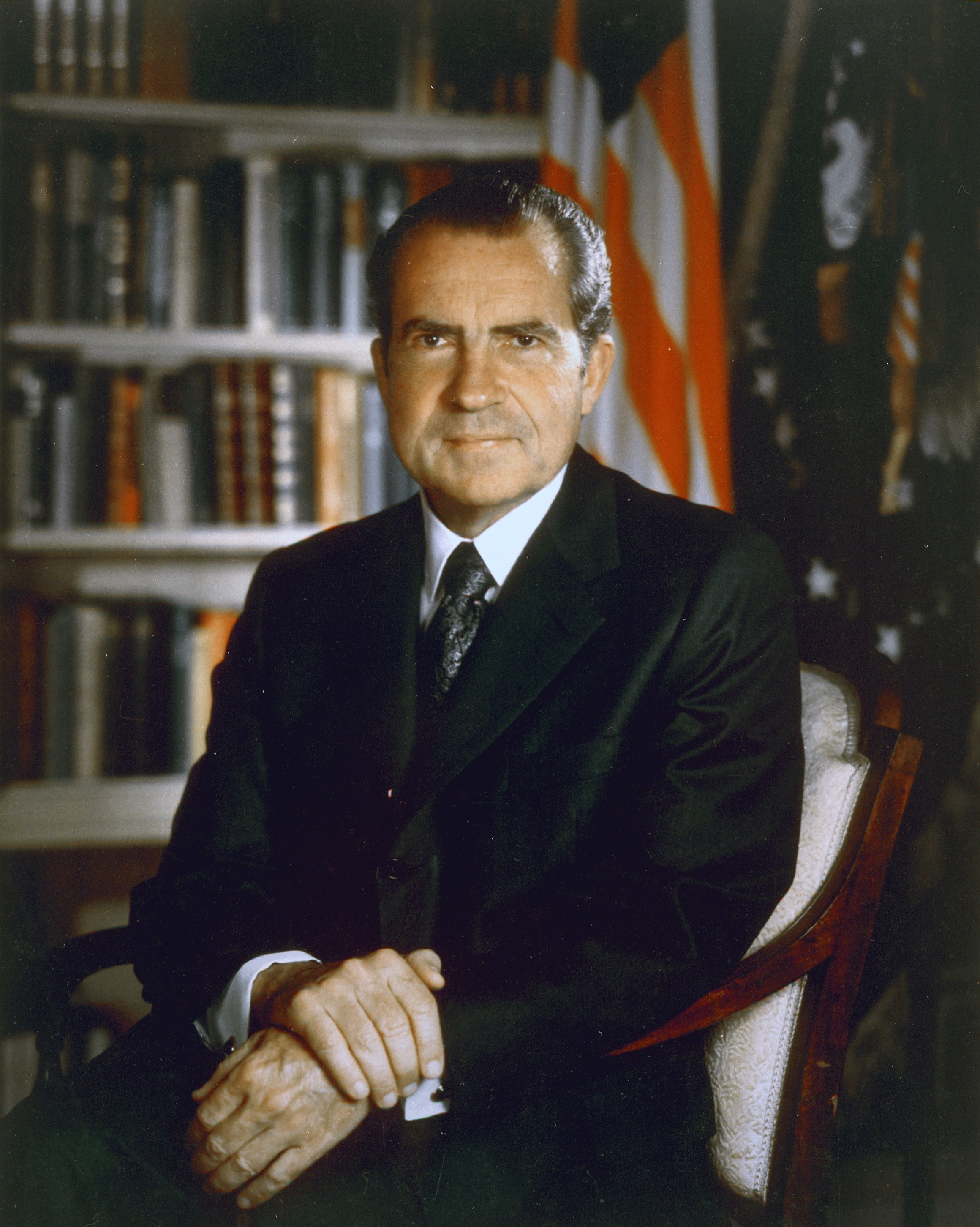
Richard Nixon, USA:s president under militärkuppen 1973.

Det finns ingenting i offentliggjorda dokument som visar att USA var direkt inblandat i kuppen 1973, men de skapade förutsättningar för den. USA välkomnade den nya ledningen och samarbetade sedan med denna. Fem dagar efter kuppen rapporterade utrikesminister Henry Kissinger till president Richard Nixon telefonledes om läget i Chile. Kissinger menar att han och Nixon skulle ha hyllats som hjältar om de stött en liknande kupp under Eisenhowers presidenttid. Nixon svarar att USA inte var direkt involverat i kuppen, men att man hade skapat förutsättningar och förberett marken för störtandet av Allende.
Enligt en CIA-rapport från 2000, Hincheyrapporten, hade CIA inte uppmanat till en militärkupp men de var medvetna om att en kupp planerades och etablerade kontakt med kuppmakare. Eftersom CIA inte försökte hindra maktövertagandet och dessutom hade försökt att igångsätta en kupp 1970, var det enligt rapporten troligt att det verkade som om de såg genom fingrarna med kuppen. Efter kuppen fortsatte USA att stödja militärjuntan.
Redan 1970, efter att Salvador Allende blivit vald till president, hade alltså USA försökt inleda en kupp för att förhindra Allendes maktövertagande. Efter valet var USA:s långsiktiga mål, enligt Hincheyrapporten, att stödja oppositionen för att den skulle besegra Allende i nästa presidentval 1976. CIA gav pengar till Partido Democrata Cristiano, Partido Nacional och Democracia Radical. Pengar satsades även på propaganda i lokala medier, speciellt i tidningen El Mercurio. I slutet av 1972 trodde USA att den chilenska militären avsåg att göra en kupp, men USA var noga med att inte bli direkt inblandat i själva kupphändelserna. Sammanlagt spenderade USA ungefär 6,5 miljoner dollar i hemliga program under Allendes presidenttid.
Samtidigt minskades USA:s bilaterala bistånd till Chile kraftigt. Likaså reducerades ekonomisk hjälp från Interamerikanska utvecklingsbanken och Världsbanken, där USA:s inflytande var stort. Dock fick Chile bistånd från Internationella valutafonden.

## Minnesstunder

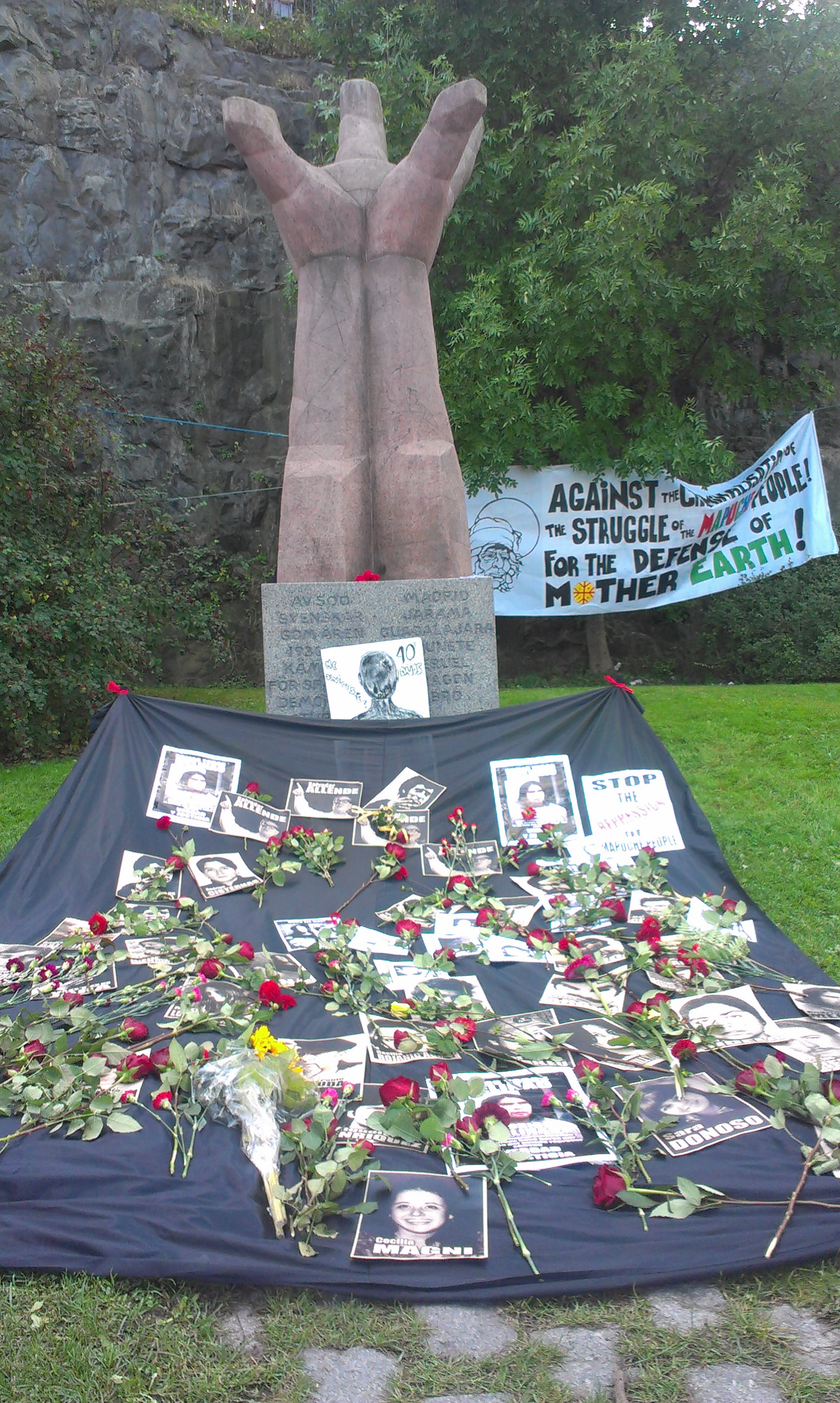
Minnesstund i Stockholm, 14 september 2013, över diktaturens offer i Chile vid 40-årsdagen för militärkuppen. Bilderna visar mördade eller försvunna personer.

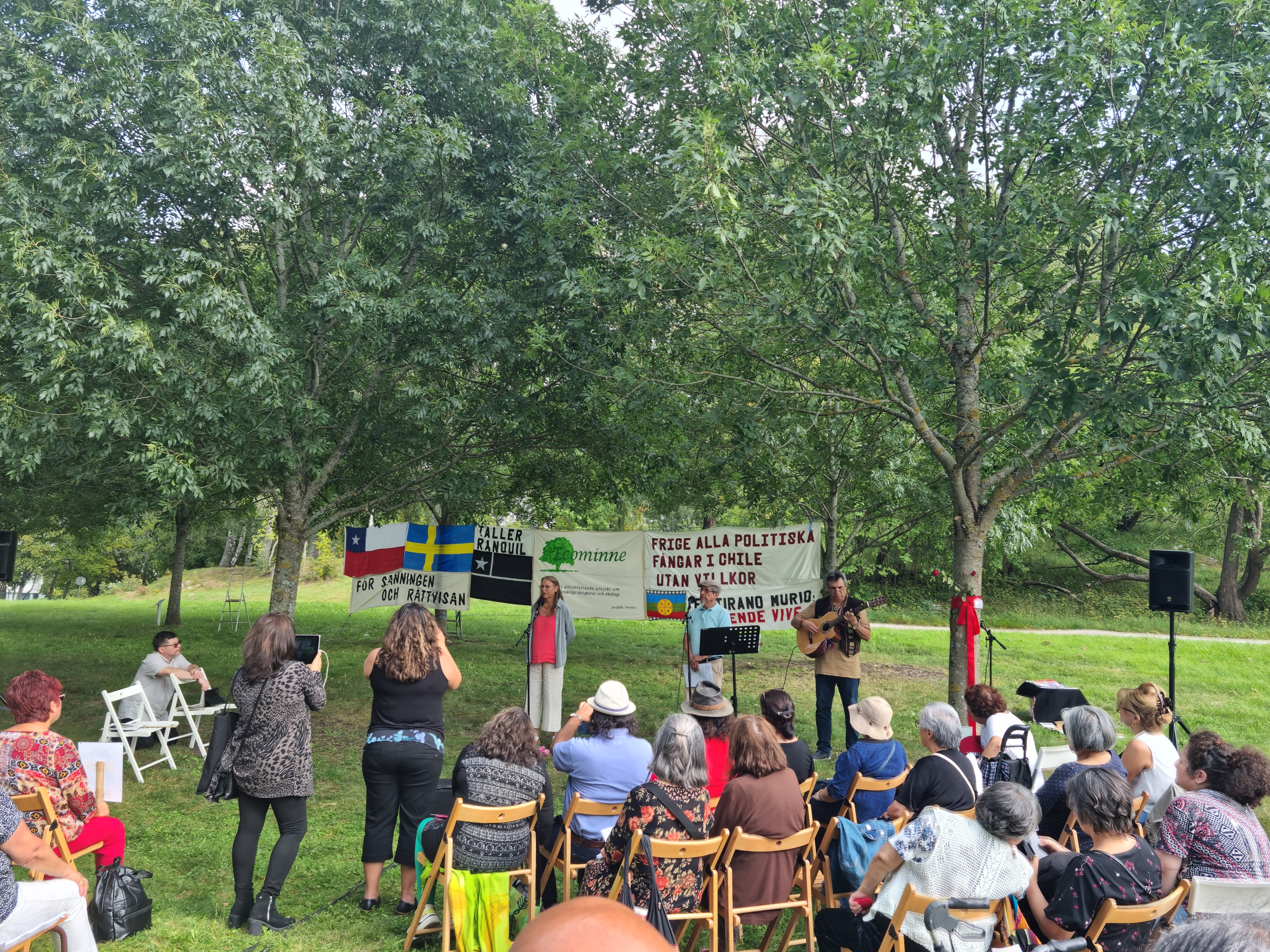
Minnesceremoni i Jakobsberg över offren i militärkuppen i Chile 50 år tidigare, år 2023. Sångaren Robinson Yáñez sjunger.

40 år efter militärkuppen högtidlighölls minnet av den forne presidenten, Allende, och alla andra offer för diktaturen i Chile och i många andra länder, till exempel Argentina och Sverige.
50 år efter kuppen hölls en minnesceremoni i Ecomemoriaparken i Jakobsberg utanför Stockholm, bland träden som representerar diktaturens offer.

## I populärkultur
- I Costa-Gavras film Försvunnen (Missing, 1982) skildras sökandet efter en amerikansk frivilligarbetare som fängslades under kuppen. Filmen vann Guldpalmen vid Filmfestivalen i Cannes.
- Isabel Allendes roman Andarnas hus (La casa de los espíritus, 1982) behandlar Chiles historia under 1900-talet, däribland kuppen och livet efter den. Boken filmatiserades 1993 av Bille August i en internationell storproduktion.
- I chilenamerikanen Ariel Dorfmans scenpjäs Döden och flickan (Death and the Maiden) från 1991 skildras mötet mellan en torterare och ett av hans offer från kupptiden många år efter juntans avgång. Det sägs dock aldrig rakt ut att det är just Chile som avses. Pjäsen filmatiserades 1994 av Roman Polanski.
- Andrés Woods spelfilm Machuca (2004) skildrar två pojkars liv i Santiago under tiden för kuppen.
- Filmen Svarta nejlikan (2007) i regi av Ulf Hultberg, skildrar den svenske ambassadören Harald Edelstams insats under och efter kuppen.